# 孟忠厚
孟忠厚（？—1157年），字仁仲，北宋外戚。洺州（今河北永年）人。宋哲宗嫡妻隆祐太后孟氏之兄子。父亲孟彦弼被追封为咸宁郡王。 哥哥孟忠亮。
孟皇后被废，退居瑶华宫，但是孟忠厚作为外戚，宋哲宗待之甚厚。宋徽宗宣和年间，官至将作少监。靖康元年（1126年），知海州，召为权卫尉卿。金国人围困汴京，后宫起火，孟后出宫居住在孟忠厚家，于是免于被俘北迁。金兵北退，张邦昌迎接孟后听政，孟后派孟忠厚持书告康王。康王即位为宋高宗，授他任徽猷阁待制、徽猷阁直学士。不久又调为武职，官任常德军承宣使，管理皇城司，侍孟太后至杭州。苗刘兵变被平定后，孟太后听政，推恩外戚之家，孟忠厚任宁远军节度使。孟太后崩，他又任镇潼军节度使，开府仪同三司，封信安郡王，加少保。秦桧和他不和，判福州。绍兴九年（1139年），判婺州兼安抚使。改判绍兴府。又得罪秦桧，罢官为醴泉观使。秦桧死后，宋高宗召回孟忠厚，授保宁军节度使，判绍兴府，後为万寿观使，提举秘书省。绍兴二十七年孟忠厚死，赠太保。三个儿子都官至直秘阁，亲属六人各进一官。
次子孟嵩的生平介紹見其墓誌《直秘阁孟君墓铭》。

## 延伸阅读
[在维基数据编辑]
 《宋史·卷465》，出自脱脱《宋史》